# Чаппел, Алонзо
Алонзо Чаппел (англ. Alonzo Chappel; 1 марта 1828, Нью-Йорк, — 4 декабря 1887, Миддл-Айленд, штат Нью-Йорк) — американский художник XIX века.
Известен как автор картин на тему Американской революции и первых лет существования США как независимого государства.
Его картина 1857 года Enlisting Foreign Officers находится в коллекции Музея американской революции в Филадельфии.
- Некоторые работы
- Battle of Tippecanoe
- Battle of Wyoming
- Battle of Long Island
- Boston Massacre